# اثنين على الطريق (فلم)
اثنين على الطريق فيلم مصري من بطولة عادل إمام وشمس البارودي أنتج في سنة 1984، وهو مقتبس عن الفيلم الأمريكي يحمل نفس الاسم "Two for the road" من بطولة أودري هيبورن أودري هيبورن.

## ملخص القصة
يتعرف ممدوح وهو شاب لا يحب النساء المسنات على حنان في الباخرة أثناء سفرهما إلى اليونان ، يطلب منها الزواج بعد إتمام دراسته. في أثينا يتشاجر ممدوح مع شاب, وفي القسم يطلب من حنان أن تضمنه، ثم يمضيان معًا أيامًا سعيدة في اليونان، لكنه يفاجئ بسفرها طالبة منه عدم البحث عنها. يعود ممدوح إلى مصر ويعمل بأحد الفنادق الكبرى، يلتقى بها في الفندق ويكتشف أنها متزوجة من عزت بك أحد مراكز القوى. يلفق عزت تهمة لوالد ممدوح. يحبسه ويعتقل ممدوح ويذيقه ألوانًا من العذاب كى يبتعد عن حنان. يدبر لأبيه تهمة في عمله، ولأخته تهمة تحريض على الدعارة ، ثم يلقى به في مستشفى المجانين ، تستجيب حنان لمطالب زوجها بالامتثال له على أن يطلق سراح ممدوح، وأثناء سفرهما إلى الإسكندرية يموت عزت في حادث تصادم ، تقرر حنان أن تسرع إلى ممدوح.

## طاقم العمل

### تأليف
- فاروق صبرى (قصة و سيناريو[ ؟ ] و حوار)

### بطولة
- عادل إمام
- عادل أدهم
- شمس البارودي
- صلاح نظمي
- هانم محمد
- حنان سليمان
- عزالدين إسلام
- مدحت مرسي
- أحمد خميس
- وحيد سيف

### إخراج
- حسن يوسف (ممثل)

## روابط خارجية
- مقالات تستعمل روابط فنية بلا صلة مع ويكي بيانات